# 沈叔任
沈叔任（しん しゅくじん、369年 - 418年）は、東晋末の官僚・軍人。本貫は呉興郡武康県。

## 経歴
廷尉卿の沈赤黔（沈充の子の沈勁の子）の子として生まれた。はじめ揚州主簿となった。劉裕の下で太尉参軍をつとめた。呉県県令・山陰県令を歴任して、治績を挙げた。
義熙9年（413年）、朱齢石が後蜀に進攻すると、叔任はその下で従軍して建威府司馬となり、建威将軍の号を受けた。後蜀平定の功績は朱齢石に次ぐものとされ、西夷校尉・巴西梓潼二郡太守に任じられて、涪城に駐屯した。侯勱・羅奧が1万人あまりを集めて反乱を起こし、涪城を攻撃してきたが、叔任は少数の兵で撃破して、反乱を鎮圧した。
義熙11年（415年）、劉裕が司馬休之を討つと、叔任は朱齢石の命を受けて軍を率いて劉裕に合流した。劉裕が鎮西将軍を兼ねると、叔任はその下で鎮西府司馬となった。凱旋すると、揚州別駕従事史となった。軍功により、寧新県男に封じられた。建威将軍・益州刺史として出向したが、病のために建康に帰還した。
義熙14年（418年）、死去した。享年は50。

## 子女
- 沈融之（長男）
- 沈演之

## 伝記資料
- 『宋書』巻63 列伝第23
- 『南史』巻36 列伝第26